# Гіброн (Іллінойс)
Гіброн (англ. Hebron) — селище (англ. village) в США, в окрузі Макгенрі штату Іллінойс. Населення — 1368 осіб (2020).

## Географія
Гіброн розташований за координатами 42°27′54″ пн. ш. 88°26′3″ зх. д. / 42.46500° пн. ш. 88.43417° зх. д. (42.465137, -88.434273).  За даними Бюро перепису населення США в 2010 році селище мало площу 5,06 км², уся площа — суходіл.

## Демографія
Згідно з переписом 2010 року, у селищі мешкало 1216 осіб у 466 домогосподарствах у складі 300 родин. Густота населення становила 240 осіб/км².  Було 517 помешкань (102/км²).
Расовий склад населення:
| - 90,4 % — білих - 2,5 % — чорних або афроамериканців - 0,8 % — азіатів - 0,1 % — корінних американців - 4,6 % — осіб інших рас |

До двох чи більше рас належало 1,6 %. Частка іспаномовних становила 9,5 % від усіх жителів.
За віковим діапазоном населення розподілялося таким чином: 25,3 % — особи молодші 18 років, 62,3 % — особи у віці 18—64 років, 12,4 % — особи у віці 65 років та старші. Медіана віку мешканця становила 38,3 року. На 100 осіб жіночої статі у селищі припадало 100,3 чоловіків;  на 100 жінок у віці від 18 років та старших — 105,9 чоловіків також старших 18 років.
Середній дохід на одне домашнє господарство  становив 64 761 долар США (медіана — 49 500), а середній дохід на одну сім'ю — 80 324 долари (медіана — 70 556). Медіана доходів становила 45 347 доларів для чоловіків та 36 875 доларів для жінок. За межею бідності перебувало 11,4 % осіб, у тому числі 10,9 % дітей у віці до 18 років та 7,6 % осіб у віці 65 років та старших.
Цивільне працевлаштоване населення становило 567 осіб. Основні галузі зайнятості: виробництво — 22,0 %, освіта, охорона здоров'я та соціальна допомога — 21,3 %, роздрібна торгівля — 12,0 %, мистецтво, розваги та відпочинок — 11,6 %.